# Mačinová
Mačinová je přírodní rezervace v oblasti Poľana na Slovensku.
Nachází se v katastrálním území obce Očová v okrese Zvolen v Banskobystrickém kraji. Území bylo vyhlášeno či novelizováno v roce 1993 na rozloze 4,8600 ha. Ochranné pásmo nebylo stanoveno.